# Kartause Martinstal bei Crimmitschau
Die Kartause Martinstal bei Crimmitschau (lat. Domus Transfigurationis Jesu Christi in valle Sancti Martini prope Chrymitzschau; deutsch auch Haus der Verklärung Jesu Christi im Thal St. Mertens an der Pleiße) war ein 1478 gestiftetes Kartäuserkloster in der Nähe der Stadt Crimmitschau auf dem Gebiet der heutigen Gemeinde Neukirchen/Pleiße.
Es lag im Bistum Naumburg, gehörte der niederdeutschen Ordensprovinz der Kartäuser an und war in den Gebäuden des ehemaligen Augustinerklosters Martinstal untergebracht, wurde jedoch schon 1531 durch Kurfürst Johann enteignet. Die Anlage wurde daraufhin in ein Rittergut umgewandelt, das namengebend für den Neukirchener Ortsteil Carthause wurde. Die Kartause Martinstal war das bis heute einzige Kartäuserkloster in Sachsen.

## Vorgeschichte
Etwa 1222 wurde auf Initiative des Landrichters Heinrich von Crimmitschau rund zwei Kilometer südlich der Stadt an der unter dem Patrozinium des heiligen Martin stehenden Kirche ein Stift der Augustiner-Chorherren errichtet, die die Seelsorge in den umliegenden Orten übernahmen. Im 15. Jahrhundert wurde es von Einfällen der Hussiten, vom Sächsischen Bruderkrieg und von mehreren Pestwellen stark betroffen, so dass zuletzt nur noch sechs Kanoniker die Anlage bewohnten.

## Stiftung der Kartause
1478 betrieb die kurfürstliche Witwe Margaretha von Österreich die Ansiedlung von Kartäusern in Sachsen. Als zweiter Stifter trat der reiche Tuchhändler und Amtmann der Herrschaft Crimmitschau, Hans Federangel aus Zwickau († 18. Juni 1486), auf. Da die Kartäuser jedoch keine Gemeindeseelsorge betreiben, musste Federangel zu diesem Zweck als Ersatz eine weitere Kirche bauen lassen, die neue Martinskirche, die dem Ort Neukirchen ihren Namen gab. Diese wurde 1495 geweiht.
Am 1. Dezember 1478 bestätigte Papst Sixtus IV. die Übergabe der Stiftsanlagen an den Kartäuserorden. Die erneuerungsbedürftigen Bauten wurden bis 1480 restauriert. Die ersten fünf Mönche kamen 1479 aus der Erfurter Kartause unter Leitung des ehemaligen Erfurter Priors Jodocus Christen ins Martinstal. Kurfürst Ernst und Herzog Albrecht stellten das Kloster unter ihren Schutz und befreiten es von allen Steuern und Abgaben. Indessen hatte das Kloster bei Heerfahrten einen Heerwagen mit zwölf Pferden zu stellen.
Auf Jodocus Christen folgten als Prior ein gewisser Gerlach († 1485) und später Thilmann Mosenus, ehemaliger Rektor der Universität Trier.

## Besitzungen
Zur wirtschaftlichen Ausstattung des Klosters gehörten Grundsteuern aus den umliegenden Dörfern, außerdem Gelder für Darlehensgeschäfte und (kurzfristig) auch Immobilien in Zwickau. Daneben ließen die Kartäuser in geringem Umfang Viehwirtschaft betreiben und verpachteten Äcker und Wiesen. Zum Kloster gehörten vier Teiche, Brenn- und Bauholz lieferte ein nahegelegener Wald, den die Schönburger bereits 1291 dem Kloster geschenkt hatten. Ferner gehörte zum Kloster eine Mühle innerhalb der Klostermauern sowie – seit wenigstens 1349 – die sogenannte Angermühle. Diese Mühle wurde nicht selbst bewirtschaftet, sondern verpachtet. Ebenfalls verpachtet war die 1529 genannte Tinthnermühle. Schon der Augustinerkonvent hatte 1473 ein Hammerwerk errichten lassen und verpachtet.

## Siegel
Die Kartause benannte sich nach dem Fest der Verklärung des Herrn. Entsprechend zeigt das Konventssiegel „in der Mitte Christus stehend im langem Gewand. Um sein Haupt liegt der Strahlenkranz, und zu beiden Seiten dringen Strahlen von oben in das Siegelfeld. In der linken Hand hält er die Weltkugel mit dem Kreuz, die rechte Hand erhebt er segnend. Zu beiden Seiten knien die Propheten, die bei der Verklärung zugegen gewesen waren, Moses und Elias. Die Legende ist durch einen scharfen Rand abgetrennt und lautet aufgelöst: Sigillum. Conventus. Domus. Transfigurationis. Jesu. Christi. Ordinis. Carthusiensis.“

## Aufhebung
Bereits 1526 wurde das Kloster durch eine Kommission Kurfürst Johanns visitiert und zum Zweck der Säkularisation inventarisiert. Die eigentliche Überführung in kurfürstlichen Besitz erfolgte am 15. September 1531. Erster weltlicher Verwalter wurde der Adlige Heinrich von Ende, der jedoch bereits Anfang 1533 wegen Fehlern in der Amtsführung zurücktreten musste. So hatte er die Mönche in das Zisterzienserinnenkloster Frankenhausen einquartiert, wo sie unwillkommen waren, und hatte Schweine in die Klosterkirche treiben lassen. Außerdem waren die Urkunden des Klosters nicht mehr greifbar. Nächster Verwalter wurde Nikolaus von Kitzscher, dann dessen Sohn.

## Abfindung der Mönche
Die meisten der bei der Sequestration noch anwesenden Mönche wurde mit rund 35 Gulden abgefunden. Als letzter Mönch trat Eoban Güntzel zur Reformation über, widerrief seine Ordensgelübde, verheiratete sich und erhielt von Herzog Johann dem Beständigen eine Abfindung in Höhe vom 35 meißnischen Gulden, worauf der Herzog den Klosterbesitz einzog. Güntzel wurde Pfarrer in Gablenz; der frühere Prior Andreas Seitz erhielt 50 Gulden und wurde Pfarrer an der Stadtkirche in Crimmitschau.

## Umwandlung in ein Rittergut

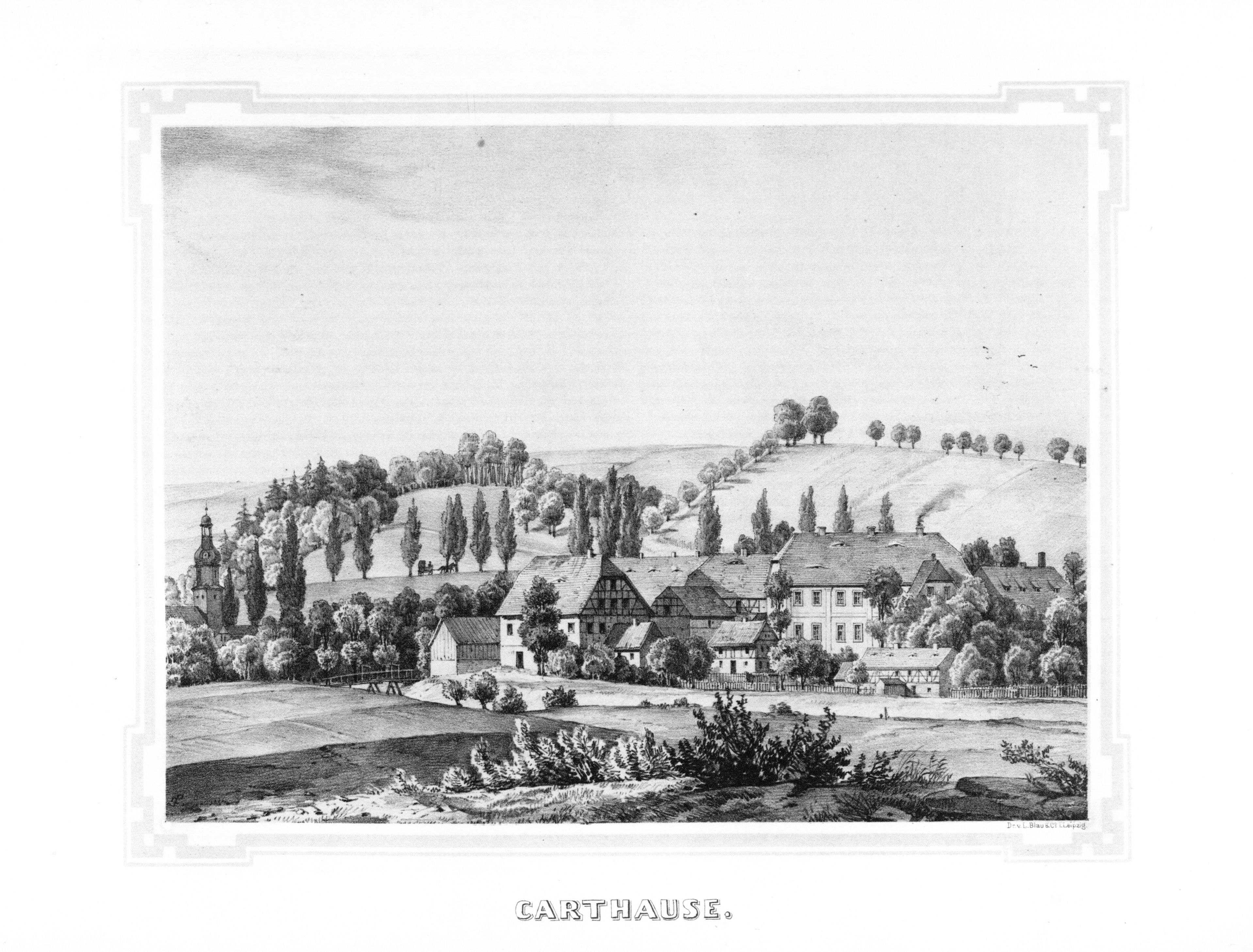
Das Rittergut Carthause in der Mitte des 19. Jahrhunderts

Am 8. Juli 1545 wurden Hans von Bora auf Bitten seines Schwagers Martin Luther für 1300 Gulden das Vorwerk mit seinen Gebäuden, 140 Scheffel landwirtschaftlicher Nutzfläche, die Mühle, vier Fischteiche und das sogenannte Culpner-Gehölz von Herzog Johann Friedrich I. als ein Mannlehen verkauft. Hans von Bora verkaufte es jedoch bereits 1560 seinerseits an Hans von Weißbach, der es sehr bald an den Freiberger Hauptmann Ernst von Beust abtrat.
Im Jahre 1576 wurde das nunmehrige Rittergut Carthause für 4100 Gulden an Carl von Schönitz verkauft, auf den 1602 Albrecht von Schönitz folgte. Unter diesem geriet das Gut Carthause mehrfach in glücklose Immobiliengeschäfte und schließlich 1652 an Albrechts von Schönitz Schwiegersohn, den schwedischen Rittmeister Georg von der Hayde. Nach dessen Tod im Jahr 1687 ließ sein Sohn das Gut versteigern und 1703 wurde der altenburgische Oberfloßcommissar Tobias Leube damit belehnt. Da dieser jedoch bald in Konkurs ging, wurde das Gut an Georg Ernst von Zehmen versteigert, mit dessen Tod ohne männlichen Erben das Gut als erledigtes Lehen an den Landesherrn zurückfiel. Friedrich August der Starke übereignete das Gut Carthause 1725 seinem Geheimrat Heinrich von Bünau, von dem es an Carl August von der Planitz gelangte. Dieser verkaufte es den Gebrüdern Johann Sigismund und Johann Wilhelm Gerlach, bei deren Familie das Rittergut bis ins 19. Jahrhundert blieb.
Um das Rittergut bildete sich der Neukirchener Ortsteil Carthause. Heute sollen keine Gebäudeteile des ehemaligen Klosters sichtbar sein.